# Coppa di Francia 2018-2019
La Coppa di Francia 2018-19 è stata la 102ª edizione della Coppa di Francia. La finale si è tenuta il 27 aprile 2019 allo Stade de France di Saint-Denis.
Il Rennes ha conquistato la coppa per la terza volta, ritrovando un successo che mancava dal 1971. I Diavoli Rossi si sono imposti in finale sul Paris Saint-Germain, vincitore delle precedenti quattro edizioni, ai calci di rigore dopo che i tempi regolamentari erano terminati sul 2-2.
Il Rennes si è qualificato alla fase a gironi della UEFA Europa League 2019-2020.

## Regolamento
La manifestazione era costituita da tredici turni, oltre alla finale, tutti ad eliminazione diretta.
Ai primi due turni, denominati Qualificazioni regionali, hanno preso parte le formazioni dilettantistiche inferiori alla quarta divisione. Al terzo turno sono entrate le squadre del CFA 2, quelle del CFA al quarto e quelle del Championnat National al quinto. Al settimo turno sono state ammesse le formazioni militanti in Ligue 2 e le sette squadre d'oltremare.
La fase finale ha preso il via con i trentaduesimi di finale, corrispondenti al nono turno, dove sono entrate in scena le venti squadre di Ligue 1.

## Calendario
| Turno                   | Data                                  | Partite | Squadre     | Squadre entrate | Campionati entranti                 |
| ----------------------- | ------------------------------------- | ------- | ----------- | --------------- | ----------------------------------- |
| Turno preliminare       | Date regionali                        | 60      | 120 → 60    | 120             | Divisioni regionali                 |
| Primo turno             | Date regionali                        | 1836    | 3670 → 1835 | 3610            | Divisioni regionali                 |
| Secondo turno           | Date regionali                        | 1935    | 3770 → 1885 | 636             | Divisioni regionali                 |
| Terzo turno             | 16 settembre 2018                     | 1073    | 2146 → 1073 | 261             | •Championnat National 3 •Régional 1 |
| Quarto turno            | 30 settembre 2018                     | 562     | 1124 → 562  | 51              | •Championnat National 2             |
| Quinto turno            | 14 ottobre 2018                       | 290     | 580 → 290   | 18              | •Championnat National               |
| Sesto turno             | 28 ottobre 2018                       | 145     | 290 → 145   |                 |                                     |
| Settimo turno           | 17-18 novembre 2018                   | 88      | 176 → 88    | 31              | •Ligue 2 •Divisione d'oltremare     |
| Ottavo turno            | 8-9 dicembre 2018                     | 44      | 88 → 44     |                 |                                     |
| Trentaduesimi di finale | 4-5-6-7 gennaio 2019 16 gennaio 2019  | 32      | 64 → 32     | 20              | •Ligue 1                            |
| Sedicesimi di finale    | 22-23-24 gennaio 2019 2 febbraio 2019 | 16      | 32 → 16     |                 |                                     |
| Ottavi di finale        | 5-6-7 febbraio 2019                   | 8       | 16 → 8      |                 |                                     |
| Quarti di finale        | 26-27 febbraio 2019 6 marzo 2019      | 4       | 8 → 4       |                 |                                     |
| Semifinali              | 2-3 aprile 2019                       | 2       | 4 → 2       |                 |                                     |
| Finale                  | 27 aprile 2019                        | 1       | 2 → 1       |                 |                                     |

## Fase finale

### Trentaduesimi di finale
| Squadra 1                    | Risultato       | Squadra 2             |
| ---------------------------- | --------------- | --------------------- |
| 4 gennaio 2019               |                 |                       |
| Nantes                       | 4 - 1           | Châteauroux           |
| 5 gennaio 2019               |                 |                       |
| Tours                        | 1 - 2           | Les Herbiers          |
| Viry-Châtillon               | 1 - 0           | Angers                |
| Bastia                       | 2 - 2 (5-4 dtr) | Concarneau            |
| Croix                        | 2 - 0           | Raon-l'Étape          |
| Marignane                    | 1 - 1 (3-0 dtr) | Clermont Foot         |
| Stade Pontyvien              | 2 - 4           | Guingamp              |
| Le Puy                       | 0 - 1           | Nancy                 |
| Orléans                      | 3 - 2 (dts)     | Aiglon du Lamentin    |
| Bergerac Périgord            | 2 - 1           | Niort                 |
| Amiens                       | 1 - 0           | Valenciennes          |
| Entente SSG                  | 1 - 0           | Montpellier           |
| Lyon-La Duchère              | 3 - 0           | Nîmes                 |
| Olympique Saint-Quentin      | 1 - 2 (dts)     | Metz                  |
| Schiltigheim                 | 1 - 3           | Digione               |
| Sète                         | 1 - 0           | Limonest Saint-Didier |
| US Gravelines                | 0 - 3 (dts)     | Villefranche          |
| Red Star                     | 0 - 1           | Caen                  |
| Template:Calcio Bourges Foot | 0 - 2           | Olympique Lione       |
| 6 gennaio 2019               |                 |                       |
| Rennes                       | 2 - 2 (5-4 dtr) | Brest                 |
| Andrézieux                   | 2 - 0           | Olympique Marsiglia   |
| Stade Reims                  | 2 - 0           | Lens                  |
| Canet RFC                    | 0 - 1           | Monaco                |
| Olympique Strasbourg         | 0 - 6           | Saint-Étienne         |
| ESC Longueau                 | 0 - 0 (1-4 dtr) | Vitré                 |
| Tolosa                       | 4 - 1           | Nizza                 |
| St-Pryvé St-Hilarie          | 3 - 1           | Aurillac Arpajon      |
| Noisy-le-Grand               | 2 - 1           | Gazélec Ajaccio       |
| Bordeaux                     | 0 - 1           | Le Havre              |
| GSI Pontivy                  | 0 - 4           | Paris Saint-Germain   |
| 7 gennaio 2019               |                 |                       |
| Lilla                        | 1 - 0           | Sochaux               |
| 16 gennaio 2019              |                 |                       |
| Grenoble                     | 0 - 1 (dts)     | Strasburgo            |

### Sedicesimi di finale
| Squadra 1           | Risultato       | Squadra 2       |
| ------------------- | --------------- | --------------- |
| 22 gennaio 2019     |                 |                 |
| Nancy               | 1 - 2 (dts)     | Guingamp        |
| Villefranche        | 2 - 0           | Les Herbiers    |
| Andrézieux          | 1 - 2           | Lyon-La Duchère |
| Tolosa              | 4 - 4 (4-3 dtr) | Stade Reims     |
| Sète                | 0 - 1           | Lilla           |
| Monaco              | 1 - 3           | Metz            |
| 23 gennaio 2019     |                 |                 |
| Viry-Châtillon      | 0 - 6           | Caen            |
| Saint-Étienne       | 3 - 6           | Digione         |
| St-Pryvé St-Hilarie | 0 - 2           | Rennes          |
| Bergerac            | 2 - 3 (dts)     | Orléans         |
| Marignane           | 0 - 0 (3-4 dtr) | Croix           |
| Paris Saint-Germain | 2 - 0           | Strasburgo      |
| 24 gennaio 2019     |                 |                 |
| Vitré               | 3 - 0           | Le Havre        |
| Bastia              | 2 - 1           | Noisy-le-Grand  |
| Amiens              | 0 - 2           | Olympique Lione |
| 2 febbraio 2019     |                 |                 |
| Entente SSG         | 0 - 1           | Nantes          |

### Ottavi di finale
| Squadra 1       | Risultato       | Squadra 2           |
| --------------- | --------------- | ------------------- |
| 5 febbraio 2019 |                 |                     |
| Croix           | 0 - 3           | Digione             |
| Metz            | 0 - 1           | Orléans             |
| Nantes          | 2 - 0           | Tolosa              |
| Bastia          | 2 - 2 (3-5 dtr) | Caen                |
| 6 febbraio 2019 |                 |                     |
| Vitré           | 3 - 2           | Lyon-La Duchère     |
| Villefranche    | 0 - 3 (dts)     | Paris Saint-Germain |
| Rennes          | 2 - 1           | Lilla               |
| 7 febbraio 2019 |                 |                     |
| Guingamp        | 1 - 2           | Olympique Lione     |

### Quarti di finale
| Squadra 1           | Risultato | Squadra 2 |
| ------------------- | --------- | --------- |
| 26 febbraio 2019    |           |           |
| Paris Saint-Germain | 3 - 0     | Digione   |
| 27 febbraio 2019    |           |           |
| Rennes              | 2 - 0     | Orléans   |
| Olympique Lione     | 3 - 1     | Caen      |
| 6 marzo 2019        |           |           |
| Vitré               | 0 - 2     | Nantes    |

### Semifinali
| Squadra 1           | Risultato | Squadra 2 |
| ------------------- | --------- | --------- |
| 2 aprile 2019       |           |           |
| Olympique Lione     | 2 - 3     | Rennes    |
| 3 aprile 2019       |           |           |
| Paris Saint-Germain | 3 - 0     | Nantes    |

### Finale
| Arbitro: | Buquet |

|                                                   |                      |                                                |
| Kimpembe 40’ (aut.) Mexer 66’                     | Marcatori            | 13’ Dani Alves 22’ Neymar                      |
| Niang Ben Arfa Grenier Lea Siliki Bensebaini Sarr | Tiri di rigore 6 – 5 | Cavani Dani Alves Paredes Bernat Neymar Nkunku |

| Rennes | PSG |

|                 |    |                              |  |
|                 |    |                              |  |
| P               | 40 | Tomáš Koubek                 |  |
| D               | 27 | Hamari Traoré                |  |
| D               | 3  | Damien Da Silva              |  |
| D               | 4  | Mexer 68’                    |  |
| D               | 15 | Ramy Bensebaini 112’         |  |
| C               | 21 | Benjamin André (c) 97’       |  |
| C               | 8  | Clément Grenier 24’          |  |
| C               | 7  | Ismaïla Sarr                 |  |
| C               | 18 | Hatem Ben Arfa               |  |
| C               | 14 | Benjamin Bourigeaud 71’ 106’ |  |
| A               | 11 | M'Baye Niang 107’            |  |
| A disposizione: |    |                              |  |
| P               | 12 | Abdoulaye Diallo             |  |
| D               | 2  | Mehdi Zeffane                |  |
| D               | 12 | James Lea Siliki 106’ 118’   |  |
| D               | 26 | Jérémy Gélin                 |  |
| C               | 6  | Jakob Johansson              |  |
| C               | 23 | Adrien Hunou                 |  |
| A               | 22 | Romain Del Castillo          |  |
| Allenatore:     |    |                              |  |
| Julien Stéphan  |    |                              |  |

|                 |    |                          |  |
|                 |    |                          |  |
| P               | 16 | Alphonse Areola          |  |
| D               | 31 | Colin Dagba 106’         |  |
| D               | 5  | Marquinhos (c)           |  |
| D               | 3  | Presnel Kimpembe         |  |
| D               | 14 | Juan Bernat              |  |
| C               | 23 | Julian Draxler 91’       |  |
| C               | 6  | Marco Verratti 29’       |  |
| C               | 13 | Dani Alves               |  |
| A               | 11 | Ángel Di María 55’ 75’   |  |
| A               | 7  | Kylian Mbappé 119’       |  |
| A               | 10 | Neymar 44’               |  |
| A disposizione: |    |                          |  |
| P               | 1  | Gianluigi Buffon         |  |
| D               | 20 | Layvin Kurzawa           |  |
| C               | 8  | Leandro Paredes 75’ 95’  |  |
| C               | 24 | Christopher Nkunku 121’  |  |
| A               | 9  | Edinson Cavani 91’       |  |
| A               | 17 | Eric Maxim Choupo-Moting |  |
| A               | 27 | Moussa Diaby 106’ 121’   |  |
| Allenatore:     |    |                          |  |
| Thomas Tuchel   |    |                          |  |

## Statistiche

### Classifica marcatori
| Gol | Rigori |  | Giocatore          | Squadra             |
| --- | ------ |  | ------------------ | ------------------- |
| 4   | 1      |  | Naïm Sliti         | Digione             |
| 3   |        |  | Kalifa Coulibaly   | Nantes              |
| 3   |        |  | Moussa Dembélé     | Lione               |
| 3   |        |  | Ángel Di María     | PSG                 |
| 3   |        |  | Franck Julienne    | Lyon-La Duchère     |
| 3   |        |  | Jordan Siebatcheu  | Rennes              |
| 3   | 1      |  | Júlio Tavares      | Digione             |
| 2   |        |  | Yacine Bammou      | Caen                |
| 2   |        |  | Rémy Cabella       | Saint-Étienne       |
| 2   | 1      |  | Mathieu Cafaro     | Stade Reims         |
| 2   |        |  | Edinson Cavani     | PSG                 |
| 2   |        |  | Gaëtan Charbonnier | Brest               |
| 2   |        |  | Maxwel Cornet      | Lione               |
| 2   |        |  | Dani Alves         | PSG                 |
| 2   |        |  | Loïs Diony         | Saint-Étienne       |
| 2   |        |  | Julian Draxler     | PSG                 |
| 2   |        |  | Max Gradel         | Tolosa              |
| 2   |        |  | Adrien Hunou       | Rennes              |
| 2   |        |  | Saîf-Eddine Khaoui | Caen                |
| 2   |        |  | Aaron Leya Iseka   | Tolosa              |
| 2   |        |  | Anthony Limbombe   | Nantes              |
| 2   |        |  | Manu García        | Tolosa              |
| 2   |        |  | Kylian Mbappé      | PSG                 |
| 2   |        |  | Neymar             | PSG                 |
| 2   |        |  | M'Baye Niang       | Rennes              |
| 2   |        |  | Casimir Ninga      | Caen                |
| 2   |        |  | Gaëtan Perrin      | Orléans             |
| 2   |        |  | Louis Poggi        | Bastia              |
| 2   |        |  | Oumar Pouye        | Les Herbiers        |
| 2   |        |  | Jonathan Rivas     | Lyon-La Duchère     |
| 2   |        |  | Fabrice Seidou     | St-Pryvé St-Hilarie |
| 2   |        |  | Malik Tchokounté   | Caen                |
| 2   |        |  | Marcus Thuram      | Guingamp            |